# 三斑副脂䲁
三斑副脂䲁（學名：Paraclinus marmoratus），為輻鰭魚綱䲁形目脂䲁科副脂䲁屬的一個種，分布於中西大西洋美國佛羅里達州南部、巴哈馬至中美洲及南美洲北部海域，深度0至6公尺，本魚體長，吻部尖，鼻孔具觸鬚，眼上的觸鬚有1-4根細短的分支，頸背兩側各有一根短而扁平的流蘇狀觸鬚，鰓蓋骨有一根尖狀的棘，延伸至第3背棘下方，側線完整且連續，拱起於胸鰭上方，體黃褐色至深褐色，身體佈滿棕褐色和白色斑點，有6條深色橫帶延伸至背鰭和臀鰭，頭部上方佈滿斑點，下方呈紫褐色，一條白色橫帶從眼睛向後傾斜至鰓蓋下角和胸鰭基部，背鰭後部有2個眼斑，背鰭硬棘28-29枚、背鰭軟條1枚、臀鰭硬棘2枚、臀鰭軟條19-20枚，體長可達10公分，棲息在海草生長的海床及珊瑚礁，生活習性不明。